# Spider-Man (Miles Morales)
Spider-Man, alias Miles Gonzalez Morales, is een superheld uit de gelijknamige comicserie van Marvel Comics. Hij is het geesteskind van Brian Michael Bendis en Sara Pichelli en deed zijn intrede in de stripwereld in het blad 'Ultimate Fallout #4' in 2011.
Bendis en Pichelli haalden hun inspiratie uit de toenmalige Amerikaanse president Barack Obama en Amerikaans acteur/rapper Donald Glover. Miles Morales werd de tweede Spider-Man die verscheen in Ultimate Marvel, na de dood van Peter Parker. 

## In andere media

### Film
- Miles Morales als Spider-Man is het hoofdpersonage in de animatiefilms Spider-Man: Into the Spider-Verse (2018) en Spider-Man: Across the Spider-Verse (2023), ingesproken door Shameik Moore (EN), Ronnie Flex (NL, in Into the Spider-Verse) en Juliann Ubbergen (NL, in Across the Spider-Verse). In Across the Spider-Verse verschijnt een alternatieve versie van Miles Morales die de identiteit van de Prowler heeft aangenomen, genaamd Miles G. Morales. Deze versie van Miles wordt ingesproken door Jharrel Jerome.

### Televisie
- Miles Morales verscheen in de animatiereeks Ultimate Spider-Man. Hij werd ingesproken door Donald Glover.
- Miles Morales verschijnt als Spider-Man in de animatiereeks Marvel Super Hero Adventures aflevering "That Drone Cat", ingesproken door Zac Siewert.
- Miles Morales verschijnt als Spider-Man in de animatiereeks Spider-Man, ingesproken door Nadji Jeter.

### Videospel
- Miles Morales verschijnt in de videospellen: Spider-Man (2018), Spider-Man: Miles Morales (2020) en Spider-Man 2 (2023) van Insomniac Games waarin hij gespeeld wordt door Nadji Jeter.